# Richardia brasiliensis
Richardia brasiliensis är en måreväxtart som beskrevs av Bernardino António Gomes. Richardia brasiliensis ingår i släktet Richardia och familjen måreväxter. Inga underarter finns listade i Catalogue of Life.